# Adam Lambert
Adam Lambert   (Indianàpolis, 29 de gener de 1982) Adam Mitchel Lambert és un cantant, actor i model estatunidenc, resident a Los Angeles (Califòrnia). Es va donar a conèixer mundialment en participar en la 8a temporada del concurs American Idol en què va quedar segon. Ha llançat 3 àlbums d'estudi: "For Your Entertainment", d'on en sorgí el seu senzill més reeixit, "Whataya Want From Me". "Take One" fou un àlbum que va gravar el 2005, abans de donar-se a conèixer, i que mai va arribar a promocionar. I finalment, "Trespassing". Ha obtingut un gran nombre de nominacions i premis, com la nominació al premi Grammy per la cançó "Whataya Want From Me". Amb el seu àlbum "For Your Entertainment" va aconseguir el tercer lloc al Billboard 200 amb 198.000 còpies venudes en la primera setmana del llançament, i obtingué el top 10 en diversos països. El 2010, surt de gira per Amèrica i Europa, "Glam Nation Tour", per promocionar l'àlbum. Amb el seu segon àlbum, "Trespassing", Adam aconseguí arribar a la posició núm. 1 del Billboard 200, essent el primer solista obertament homosexual a aconseguir-ho.
El 2004 va actuar al musical The Ten Commandments: The Musical, protagonitzat per Val Kilmer; la producció es va representar al Kodak Theatre de Hollywood.
Des del 2011, canta amb Queen, formant així Queen + Adam Lambert.
El 2012, Lambert va llançar el seu segon àlbum d'estudi Trespassing. L'àlbum es va estrenar al número u del Billboard 200 dels Estats Units, convertint-lo en el primer artista obertament gai a encapçalar les llistes d'àlbums. El 2015, Lambert va llançar el seu tercer àlbum The Original High, que va debutar al número tres de la Billboard 200 dels Estats Units i va produir el senzill "Ghost Town".
Al costat de la seva carrera en solitari, Lambert ha col·laborat amb la banda de rock Queen com a vocalista principal de Queen + Adam Lambert des del 2011, incloent diverses gires mundials del 2014 al 2022. El seu primer àlbum, ' 'Live Around the World, llançat l'octubre de 2020, i va debutar al número u a la UK Albums Chart.
A finals del 2019, Lambert va fundar la fundació sense ànim de lucre Feel Something, ancorant la seva filantropia, LGBTQ+ i activisme dels drets humans. El seu enfocament particular és el suport a organitzacions i projectes que afecten de manera directa i desproporcionada a la comunitat LGBTQ+, com ara l'educació i les arts, la salut mental, la prevenció del suïcidi i les persones sense llar.

## Infantesa i família
Lambert va néixer a Indianàpolis, Indiana, de la mare Leila, una higienista dental; i el pare Eber Lambert, director de programes de Novatel Wireless. El seu pare és d'ascendència noruega parcial i la seva mare és jueva, amb arrels a Romania. Lambert es va criar en la religió de la seva mare. Té un germà petit, Neil. Poc després del seu naixement, la seva família es va traslladar a San Diego, Califòrnia.
Lambert va començar a actuar amb la xarxa Metropolitan Educational Theatre (ara MET2) des dels nou anys. Uns anys més tard, va començar un entrenament més intens d'actuació i vocal, continuant actuant tant amb MET2 com amb el qual es convertiria en la "Broadway Bound Youth Theatre Foundation", a mesura que passava per "Mesa Verde Middle School" i després "Mount Carmel High School". Allà, es va involucrar molt amb el teatre i el cor, va cantar amb la banda de jazz de l'escola i va competir en les competicions locals de les bandes aèries. També va aparèixer en produccions professionals locals com Hello, Dolly!, Camelot, The Music Man, Grease, Chess i Peter Pan, en llocs com The Starlight, The Lyceum i altres.
Després de graduar-se a l'escola secundària l'any 2000, va assistir a la Universitat Estatal de Califòrnia, Fullerton, però va marxar després de cinc setmanes per traslladar-se a Los Angeles: "Vaig decidir que el que realment volia fer era intentar treballar al món de l'entreteniment real. La vida és tot sobre assumir riscos per aconseguir el que vols."

## Carrera

### 2001–2008: inicis de carrera
Als 19 anys, Lambert va aconseguir el seu primer treball professional, actuant en un creuer durant deu mesos amb Anita Mann Productions. Després, va actuar en òpera lleugera al comtat d'Orange, Califòrnia. Als 21, va signar amb un manager i va participar en una gira europea de Hair. El 2004, va aparèixer al Theatre Under the Stars (TUTS) producció de Brigadoon i una producció de Pasadena Playhouse de 110 in the Shade, abans d'encarnar el paper de Joshua a " 'The Ten Commandments: The Musical al Kodak Theatre al costat de Val Kilmer. Va cridar l'atenció del director de càsting de Wicked, i va ser contractat com a acompanyant per al paper de Fiyero i membre del conjunt en la primera gira nacional de producció del musical des del 2005, i la producció de Los Angeles des del 2007. Va acabar les actuacions amb el musical el 2008.
Durant aquest mateix període, Lambert va liderar breument la banda de rock underground The Citizen Vein amb Steve Sidelnyk, Tommy Victor i Monte Pittman. També va treballar com a cantant de demostració i músic de sessió; una recopilació dels seus enregistraments de 2005 es va publicar el 2009 a l'àlbum Take One.

## 2009: American Idol

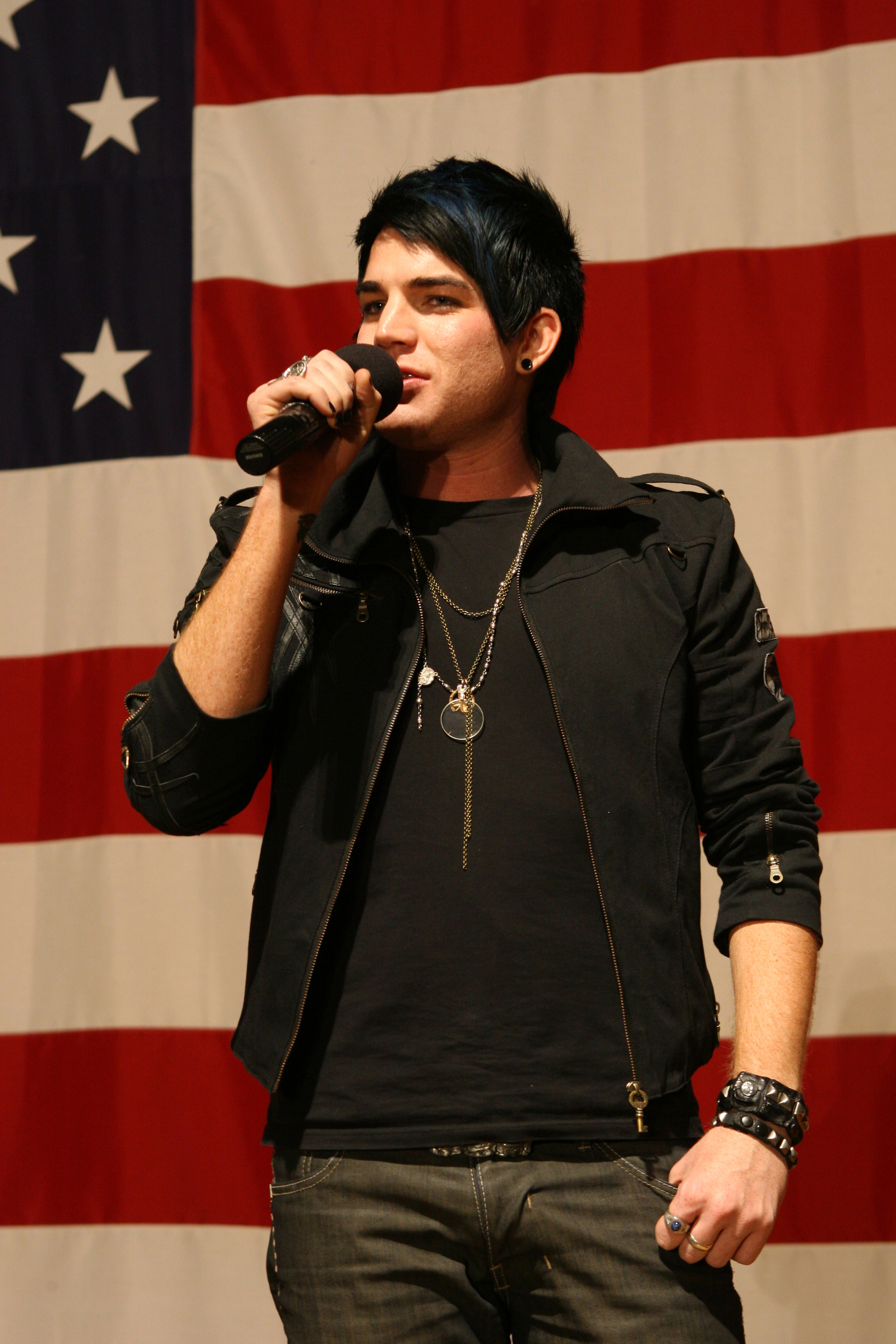
Lambert cantant l'himne nacional nord-americà durant la seva visita a l'Marine Corps Air Station Miramar (2009)

Lambert va fer una audició per a la American Idol vuitena temporada de American Idol a San Francisco, Califòrnia cantant "Rock with You" i " Bohemian Rhapsody". Avançant a la setmana de Hollywood, va interpretar "What's Up" i "Believe" en solitari i "Some Kind of Wonderful" en l'esforç del grup. Simon Cowell va expressar una mica de preocupació per la seva teatralitat, però Randy Jackson ho va trobar "actual". Va avançar fàcilment als 36 millors interpretant "(I Can't Get No) Satisfaction".
Durant la primera setmana d'espectacles en directe, la seva interpretació de "Black or White" de Michael Jackson va ser elogiada pels quatre jutges. Durant la Country setmana, va cantar una versió amb sitar de "Anell de foc". La seva versió acústica nocturna a Motown de "The Tracks of My Tears" de The Miracles" va obtenir elogis dels jutges i una gran ovació de Smokey Robinson, el mentor de la setmana. Avançant al top 8, va cantar el 2001 Michael Andrews i Gary Jules arranjament de "Mad World". Com que l'espectacle va superar la seva franja horària, només Cowell va fer una crítica, cosa que va fer donant a Lambert una gran ovació, l'única que va atorgar durant la seva dècada com a jutge d'American Idol.
Després que Lambert cantés "If I Can't Have You", oferint el que DioGuardi va anomenar la seva "actuació més memorable", Cowell va descriure la seva veu com "immaculada". Per a l'espectacle dels 3 primers, va interpretar "One" abans que Cowell declarés: "Si no esteu a la final la setmana vinent, serà un dels majors disgustos"; i va continuar amb "Cryin'" abans que Abdul afirmés: "Ens veurem la setmana que ve i molts anys després".
El març de 2009, les fotos de Lambert fent un petó a un altre home mentre anava vestit de roba a Burning Man van aparèixer en línia. Destacat com a controvertit, els van mostrar comentaristes conservadors a The O'Reilly Factor, que els van qualificar de "vergonyosos" i van preguntar si les imatges tindrien un efecte en el programa. Fox va restringir l'accés de premsa a Lambert i a la seva família després de la sortida. Malgrat reacció conservadora, mitjans com el New York Times i ABC News van especular que Lambert seria massa popular per perdre la competència. Després de l'anunci de Lambert com a El subcampionat, els experts d'American Idol, els bloggers gais i els mitjans de comunicació LGBT van revalorar aquestes afirmacions, assenyalant que la seva raó pot haver alienat els espectadors conservadors.
Lambert va interpretar tres solos al final, una repetició de "Mad World", seguida de l'himne dels drets civils dels anys 60 "A Change Is Gonna Come", amb una reacció tremendament positiva del jutge. Després de la seva interpretació del senzill del guanyador obligatori, "No Boundaries", Cowell va resumir el viatge de Lambert: "Durant tota la temporada, has estat un dels millors i més originals concursants que hem tingut. mai tingut al programa. L'esperança i la idea d'un programa com aquest és trobar una estrella mundial, i realment crec que ho hem trobat en tu".
En guanyar la competició, Kris Allen va declarar: "Adam es mereixia això", explicant més tard que pensava que Lambert es mereixia guanyar tant com ell, i que Lambert "va ser la persona més constant de tot l'any. Va ser seriosament un dels els intèrprets més dotats que he conegut mai". La versió de Lambert del senzill del guanyador es va publicar juntament amb la d'Allen. The Los Angeles Times més tard va classificar Lambert en cinquè lloc a la seva llista dels 120 millors concursants d'American Idol, seleccionats de les nou primeres temporades del programa, per sobre d'Allen.
| American Idol actuacions i resultats de la temporada 8 | American Idol actuacions i resultats de la temporada 8    | American Idol actuacions i resultats de la temporada 8 | American Idol actuacions i resultats de la temporada 8 | American Idol actuacions i resultats de la temporada 8 | American Idol actuacions i resultats de la temporada 8 |
| Week #                                                 | Theme                                                     | Song choice                                            | Original artist                                        | Order #                                                | Result                                                 |
| ------------------------------------------------------ | --------------------------------------------------------- | ------------------------------------------------------ | ------------------------------------------------------ | ------------------------------------------------------ | ------------------------------------------------------ |
| Audition                                               | Auditioner's Choice                                       | "Rock with You" Bohemian Rhapsody"                     | Michael Jackson Queen                                  | N/A                                                    | Advanced                                               |
| Hollywood                                              | First Solo                                                | "What's Up"                                            | 4 Non Blondes                                          | N/A                                                    | Advanced                                               |
| Hollywood                                              | Group Performance                                         | "Some Kind of Wonderful"                               | Soul Brothers Six                                      | N/A                                                    | Advanced                                               |
| Hollywood                                              | Second Solo                                               | "Believe"                                              | Cher                                                   | N/A                                                    | Advanced                                               |
| Top 36/Semi-Final 2                                    | Billboard Hot 100 Hits to Date                            | "(I Can't Get No) Satisfaction"                        | The Rolling Stones                                     | 12                                                     | Advanced                                               |
| Top 13                                                 | Michael Jackson                                           | "Black or White"                                       | Michael Jackson                                        | 11                                                     | Safe                                                   |
| Top 11                                                 | Grand Ole Opry                                            | "Ring of Fire"                                         | Anita Carter                                           | 5                                                      | Safe                                                   |
| Top 10                                                 | Motown                                                    | "The Tracks of My Tears"                               | The Miracles                                           | 8                                                      | Safe                                                   |
| Top 9                                                  | Top Downloads                                             | "Play That Funky Music"                                | Wild Cherry                                            | 8                                                      | Safe                                                   |
| Top 8                                                  | Year They Were Born (1982)                                | "Mad World"                                            | Tears for Fears                                        | 8                                                      | Safe                                                   |
| Top 7                                                  | Songs from the Cinema                                     | "Born to Be Wild" – Easy Rider                         | Steppenwolf                                            | 3                                                      | Safe                                                   |
| Top 71                                                 | Disco                                                     | "If I Can't Have You"                                  | Yvonne Elliman                                         | 5                                                      | Safe                                                   |
| Top 5                                                  | Rat Pack Standards                                        | "Feeling Good"                                         | Cy Grant                                               | 5                                                      | Bottom 2                                               |
| Top 4                                                  | Rock and Roll Solo Duet                                   | "Whole Lotta Love" Slow Ride" with Allison Iraheta     | Led Zeppelin Foghat                                    | 1 6                                                    | Safe                                                   |
| Top 3                                                  | Judge's Choice (Simon Cowell) Contestant's Choice         | "One" Cryin'Plantilla:-"                               | U2 Aerosmith                                           | 3 6                                                    | Safe                                                   |
| Top 2                                                  | Contestant's Choice Simon Fuller's Choice Coronation Song | "Mad World" "A Change Is Gonna Come" No Boundaries"    | Tears for Fears Sam Cooke Kris Allen/Adam Lambert      | 1 3 5                                                  | Runner-up                                              |

{nota} Com que els jutges van utilitzar el seu únic salvament per salvar Matt Giraud, el Top 7 es va mantenir intacte una setmana més.
Lambert va interpretar "Mad World" a The Early Show i Live with Regis and Kelly. Va començar els American Idols LIVE! La gira de 2009 al juliol i aquell estiu també va rebre dos premis: el "Young Hollywood Award" a l'Artista de l'Any i el "Teen Choice Award" per Male Reality/Variety Star.

## 2009–2011: Per al Vostre Entreteniment i gires

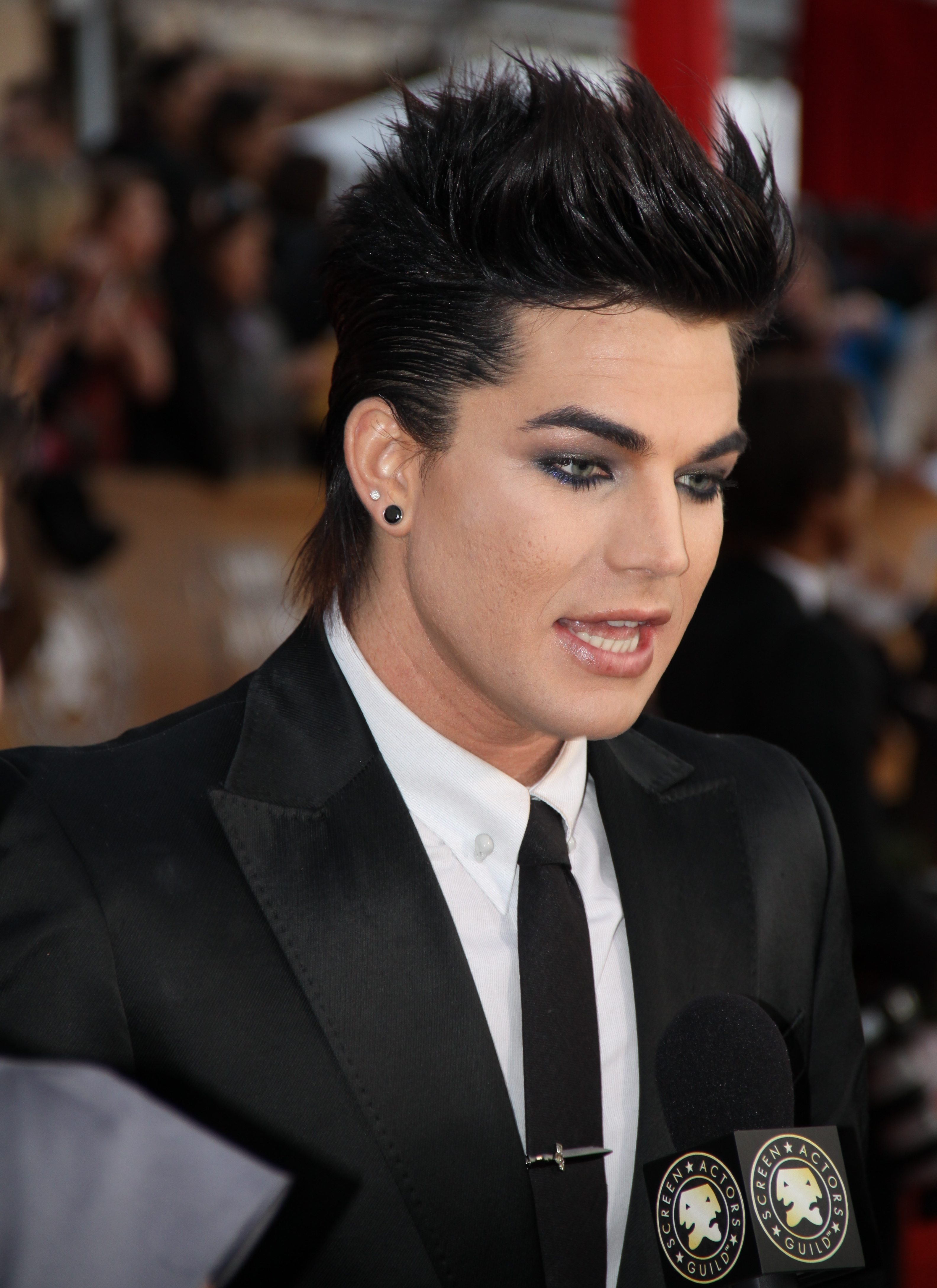
Lambert als 16th Screen Actors Guild Awards (2010)

For Your Entertainment, el primer àlbum d'estudi de Lambert, va ser llançat el 23 de novembre de 2009. Debutant al número tres del Billboard 200 i va vendre 198.000 còpies als Estats Units la seva primera setmana, l'àlbum va veure a Lambert en col·laboració amb productors com Rob Cavallo, Dr. Luke i Max Martin. Els autors d'àlbums van incloure Matthew Bellamy, Ryan Tedder, Rivers Cuomo, Justin Hawkins, P!nk, Linda Perry i Lady Gaga. A Metacritic, l'àlbum va rebre una puntuació de 71, la qual cosa indica "crítiques generalment favorables". Spin va dir que l'àlbum és "potser el lot de cançons més fort i saborós per arribar a un veterinari d'AI, i les habilitats vocals polimorfes de Lambert uneixen el puntal de la pista de ball i el rock dur, pompa en un paquet glam convincent". Rolling Stone, però, li va donar una ressenya més variada: 
| « | "Les cançons sonen molt bé, però se senten estranyament atapeïts; sembla un disc que es va pensar. La propera vegada, el talentós Lambert hauria d'assegurar-se que vagi recte. per a l'intestí." | » |

 El seu Claude Kelly i Dr. El senzill principal produït per Luke, For Your Entertainment va precedir el llançament de l'àlbum, però no va tenir tant èxit com el seu segon senzill Whataya Want from Me, que va impactar a les llistes de vendes. a tot el món, es va convertir en el seu senzill més alt (al número 10) al Billboard Hot 100, i va ser nominat al Premi Grammy a la millor interpretació vocal pop masculina al 53a cerimònia de lliurament de premis. Un altre senzill notable va ser Time for Miracles, el tema final de la pel·lícula de desastres abril 2012. For Your Entertainment ha venut prop de 2 milions de còpies a tot el món i va ser certificat or als EUA el juny de 2010.
El 22 de novembre, Lambert va interpretar "For Your Entertainment" als American Music Awards de 2009. La polèmica actuació, que va ser el final de la nit, va mostrar a Lambert besant un baixista i agafant l'entrecuix d'un altre. En resposta, el "Parents Television Council", un grup de decència conservador va instar els espectadors a queixar-se a la FCC i va presentar una queixa formal, tot i que l'actuació es va emetre "fora de l'horari habitual de la FCC de 6:00 a 22:00 que prohibeix l'emissió de material indecent".

ABC va rebre unes 1.500 queixes telefòniques i va cancel·lar l'actuació de Lambert del 25 de novembre a "Good Morning America", la seva propera actuació a Jimmy Kimmel Live!, i el va retirar de la consideració per a la nit de rock de l'any nou de Dick Clark. En parlar de l'incident en una entrevista a Rolling Stone, Lambert va declarar: 
| « | "Les intèrprets femenines han estat fent això durant anys, avançant sobre la sexualitat, i en el moment en què un home ho fa, tothom s'espanta. Estem al 2009, és hora d'aprendre's arrisca, sigues una mica més valent, és hora d'obrir els ulls a la gent i si l'ofen, potser no estic per ells. El meu objectiu no era fer enfadar la gent, era promoure la llibertat d'expressió i la llibertat artística". | » |

Lambert va tornar als "AMA" dos anys més tard com a presentador i va ser ben rebut. Rebutjant les afirmacions que el cantant va ser prohibit de l'espectacle el 2009, el productor executiu Larry Klein va dir que s'esperava les futures actuacions de Lambert: "Adam Lambert és un amic nostre, té talent i m'agrada tot d'ell". L'actuació de Lambert va ser inclòsa a la llista de "Top Ten American Music Awards Moments" de Billboard en la vigília del seu 40è aniversari, el novembre de 2012.
En els mesos previs al llançament del seu àlbum, Lambert va aparèixer a la portada de revistes com Entertainment Weekly al maig de 2009, Rolling Stone al juny de 2009 i Details al novembre de 2009. La seva portada de Rolling Stone es va convertir en el número més venut de l'any de la revista. Va aparèixer a la portada de la revista Out al seu número "Out 100" de 2009, provocant controvèrsia quan l'editor d'Out li va emetre una carta oberta qüestionant el "gay" de la seva imatge. A l'abril, es va convertir en una de les persones més belles de la revista People 2010.
Va ser escollit per a Barbara Walters's 10 Most Fascinating People of 2009, i va ser entrevistat al programa del 10 de desembre. A finals de 2009, va actuar al Late Show amb David Letterman, The Tonight Show amb Conan O'Brien, el final de temporada de So You Think You Can Dance, The Jay Leno Show i The Oprah Winfrey Show. Va fer el seu primer concert oficial en solitari, que es va esgotar, al "Fantasy Springs Resort Casino" a Indio, Califòrnia.
L'abril de 2010, Lambert va tornar a American Idol com el primer concursant a ser mentor durant una setmana temàtica d'Elvis Presley, on també va actuar. Al juny, va aparèixer als "MuchMusic Video Awards" del Canadà per rebre el premi "UR Fav International Video" per Whataya Want from Me.
A principis de juny de 2010, Lambert es va embarcar en el seu debut com a cap de cartell "Glam Nation Tour", tocant als Estats Units, Europa i Àsia durant 113 espectacles, gairebé tots amb les entrades exhaurides. L'espectacle d'Indianapolis va ser filmat per al primer vídeo de Lambert, Glam Nation Live, un CD de 13 pistes amb DVD. El concert, que MTV va anomenar "fora d'aquest món", i el seu posterior llançament de vídeo, van tenir una bona acollida, amb "Entertainment Weekly" dient que "brilla" amb l'energia que aporta la veu de Lambert en un concert en directe. Glam Nation Live va debutar al número u de la llista de vídeos musicals de SoundScan i va arribar al número 12 de la llista de vendes de vídeos musicals de final d'any de Billboard el 2011. Això va seguir al llançament de la seva primera obra ampliada, Acoustic Live!, que consta de versions acústiques de cançons gravades en directe a diversos països. L'EP va obtenir excel·lents crítiques i va ser anomenat "electrificant" pel "New York Daily News".
L'agost, va ser perfilat en un documental d'una hora de durada per a la sèrie Behind the Music de VH1; i més tard l'any va ser mentor per segona vegada a Majors & Minors de "The Hub TV Network", entrenant a concursants de cant que eren nens. El novembre de 2011, Lambert es va unir a Queen com a cantant principal als "MTV Europe Music Awards", on la banda va ser guardonada amb el "Global Icon Award" i van interpretar un popurrí d'èxits clàssics.

## 2012–2013:Trespassing

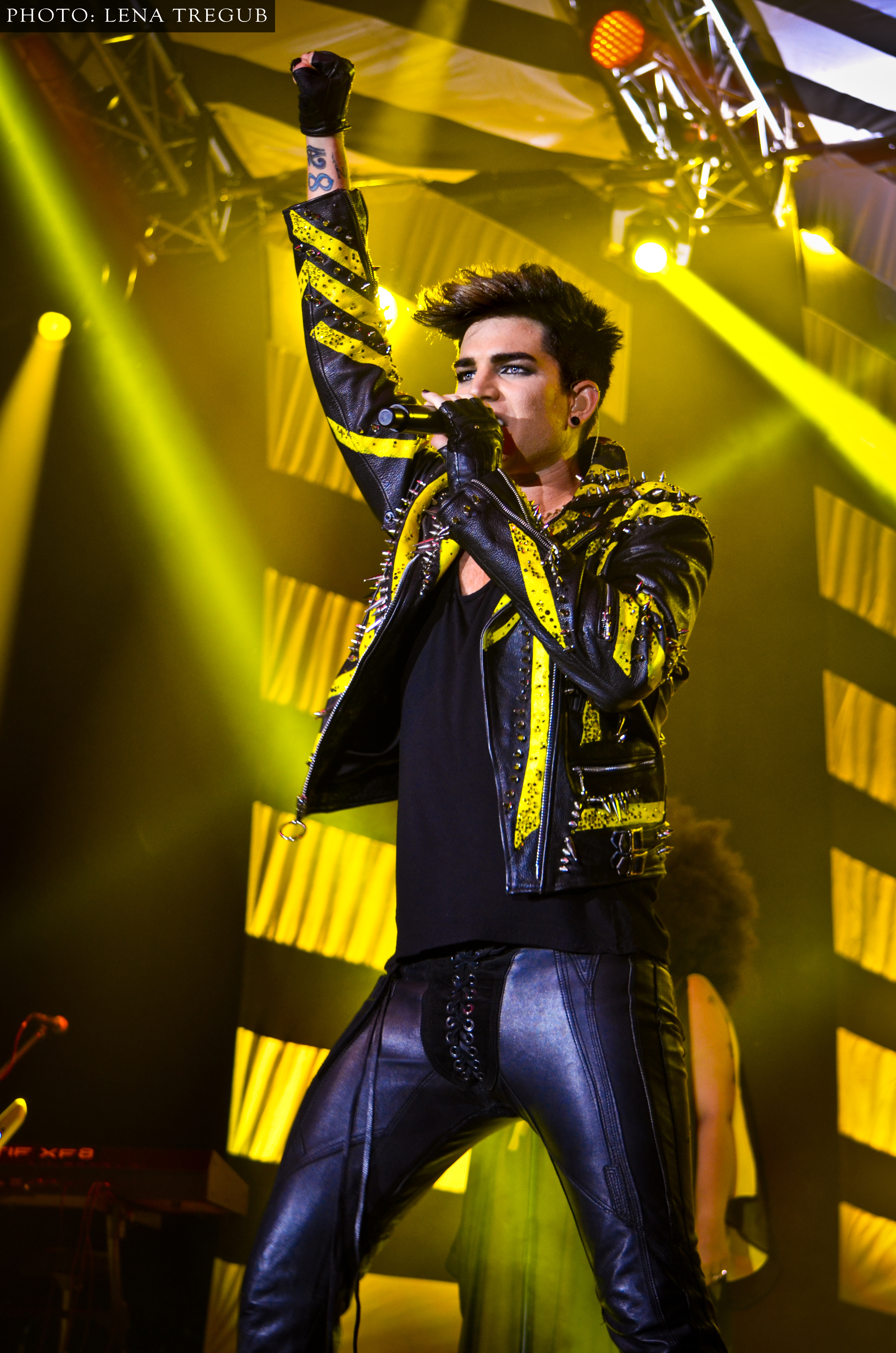
Lambert va actuar de gira a Kíiv, Ucraïna, el març de 2013

Lambert va canviar la direcció de "19 Entertainment" a "Direct Management Group" l'agost de 2011. La cançó principal del seu segon àlbum d'estudi, Trespassing, va ser coescrita amb Pharrell Williams; mentre que el senzill principal de l'àlbum, Better Than I Know Myself, una col·laboració amb Dr. Luke i Claude Kelly, va ser llançat digitalment el 20 de desembre de 2011.
Trespassing es va publicar el 15 de maig de 2012 amb crítiques positives. El 23 de maig, l'àlbum va debutar al número u de la llista Billboard 200, venent 77.000 còpies, i al número tres de la llista entre setmana del Regne Unit.
El seu segon senzill Never Close Our Eyes, escrit per Bruno Mars i produït pel Dr. Luke, va ser llançat digitalment el 17 d'abril, amb crítiques positives. Lambert va tornar a American Idol per tercer any consecutiu segons els resultats que van precedir l'última setmana d'Idol. L'actuació del 17 de maig de Never Close Our Eyes va ser promocionada per la seva energia vibrant i enlluernament, així com per la potent veu que s'havia convertit en la seva signatura.
Durant la primavera i l'estiu de 2012, Lambert va actuar per Europa, Amèrica del Nord, Àsia i Austràlia, apareixent en festivals, ràdio i televisió, i en concerts, inclòs un dels diversos espots del "Summer Sonic Festival 2012". Al setembre, va aparèixer al final de "The Voice of China", el programa més popular d'aquell país.
Lambert es va unir a Queen per a una col·laboració de sis concerts, que va començar amb un extravagància de dues hores sota els auspicis de la UEFA a Kíiv el 30 de juny, la vigília del Campionat d'Europa de futbol 2012. Vist en directe per centenars de milers de persones a la plaça principal d'Ucraïna, l'actuació va ser promocionada per la força de l'excel·lència vocal de Lambert i les habilitats interpretatives, que equilibraven amb confiança vell i nou. Gairebé uniformement, les crítiques van assenyalar la veu de Lambert, la seva presència "electritzadora" i "electrizante"; juntament amb la sinergia de la col·laboració, que Brian maig va anomenar "orgànica".
El tercer senzill de Lambert, Trespassing, va ser llançat com a part d'un EP de vuit pistes de remixes que incloïa una edició de ràdio de la cançó original. Titulat Trespassing Remixes, va estar disponible per a ràdio i punts de venda digitals a l'octubre, amb còpies en paper venudes només des de la seva web oficial. Trespassing va debutar al número u de la llista de vendes de singles de Billboard Hot Dance, donant a Lambert la seva desena entrada número u a Billboard.
El 23 d'octubre, Lambert va actuar i interpretar dues cançons de Trespassing a l'especial de Halloween de la sèrie de televisió Pretty Little Liars.

Lambert va aparèixer per primera vegada a Sud-àfrica al novembre, encapçalant concerts a l'arena a Ciutat del Cap i Johannesburg. El Sunday Times de Sud-àfrica va qualificar l'actuació de Lambert a Johannesburg d'"èpica" i "electrificant", i va afirmar:
| « | "La seva veu és impressionant i el seu factor d'entreteniment està al sostre". | » |

 als Mnet Asian Music Awards 2012 (2012 MAMA.)
L'àlbum Trespassing va ser premiat a les llistes i enquestes de final d'any, entre ells el millor àlbum de l'any a Rolling Stone, el número tres de Billboard pels àlbums Favorite 200 No.1 i el vuitè a la llista de la revista People, de "Top Ten Music" al seu número de final d'any. Queen + Adam Lambert va ser nomenat millor acte en directe del 2012 a Gigwise, i un dels principals esdeveniments de l'any per la revista Classic Rock.
Lambert va deixar 19 enregistraments quan va expirar el seu contracte, però va romandre amb RCA Records. El 17 de febrer, el recentment batejat "We Are Glamily Tour" va començar a Seül, amb disset parades a tota Àsia i Europa. El seu primer concert en solitari a Hong Kong el 5 de març es va destacar pel debut en directe de dues cançons, Time for Miracles i una versió de Shout, anomenada "impressionant" i vocalment impressionant.
Lambert va guanyar la categoria "Artista internacional favorit" als 17th Chinese Music Awards de STAR TV celebrats a Macau a l'abril, interpretant també dues cançons de Trespassing. Lambert també va aparèixer com a jutge convidat durant les audicions a "Chinese Idol".
L'11 de maig, Lambert pel seu àlbum Trespassing juntament amb Frank Ocean per "Channel Orange" van ser co-receptors del premi a l'artista musical destacat als "24th GLAAD Media Awards". Va tornar a American Idol el 16 de maig per quart any consecutiu, fent un duet amb Angie Miller al final de la dotzena temporada d'American Idol, on Miller va quedar finalista entre els tres primers. La parella va abordar la cançó "Titanium".

En una carta enviada a The Hollywood Reporter el 12 de juliol, Lambert va revelar que deixaria RCA a causa de "diferències creatives" centrades més directament en el seu proper llançament. Amb RCA "impulsant" per a un àlbum de versions, Lambert va declarar: 
| « | "El meu cor simplement no està a fer un àlbum de versions... Ja estic enfonsat a escriure material nou amb alguns col·legues molt talentosos per a un àlbum nou, i puc" No et dic com estic emocionat de compartir aquest nou so i direcció. Aquesta música és on està el meu cor". | » |

 Lambert va presentar una col·laboració amb Nile Rodgers i el DJ-productor Avicii quan els tres van aparèixer junts a l'escenari per al debut de la cançó als Estats Units en un concert benèfic a l'agost a Long Island. La cançó, titulada Lay Me Down, es va publicar a l'àlbum debut dAvicii TRUE el 17 de setembre als Estats Units, encara que ja havia començat a escalar les llistes mundials. Va rebre un gran reconeixement en les previsualitzacions, i va arribar al número u d'una recopilació de les cançons, àlbums i vídeos preferits de Rolling Stone.
Lambert i Queen van fer la seva primera aparició a un concert en directe als Estats Units, tancant la nit del 20 de setembre, al Festival de "Música iHeartRadio" de 2013 al "MGM Grand Arena". Les crítiques per a l'actuació van ser estel·lars, amb Rolling Stone afirmant que van dominar la primera nit, també anomenant-los l'acte més esperat de la vetllada, amb Lambert "sorprenent el públic". Billboard va ser igualment elogiós, remarcant el "poder magnètic" de les veus, afegint que Lambert "respirava carisma".
Lambert va debutar a la cinquena temporada de Glee el 7 de novembre, interpretant el paper d'Elliot "Starchild" Gilbert en el qual es va convertir en un arc de diversos episodis. La seva interpretació de "Marry the Night" de Lady Gaga es va publicar abans de la data d'emissió, obtenint publicitat i crítiques positives. Els elogis pel debut de Lambert van destacar la seva poderosa veu i la seva presència dinàmica. El seu remake de Marry the Night va impactar a Billboard la setmana següent, debutant al número 39 de la llista "Pop Digital Songs".
Lambert va assistir per rebre dos premis als "Huading Music Awards" de la Xina, el millor vocalista internacional i el "Fan Choice Award", el 18 de desembre a Xangai. Lambert va empatar al número tres de la llista anual de Forbes dels ídols americans amb més guanys, a causa de les seves actuacions en directe i altres esforços.

## 2014–2018: The Original High and Queen + Adam Lambert

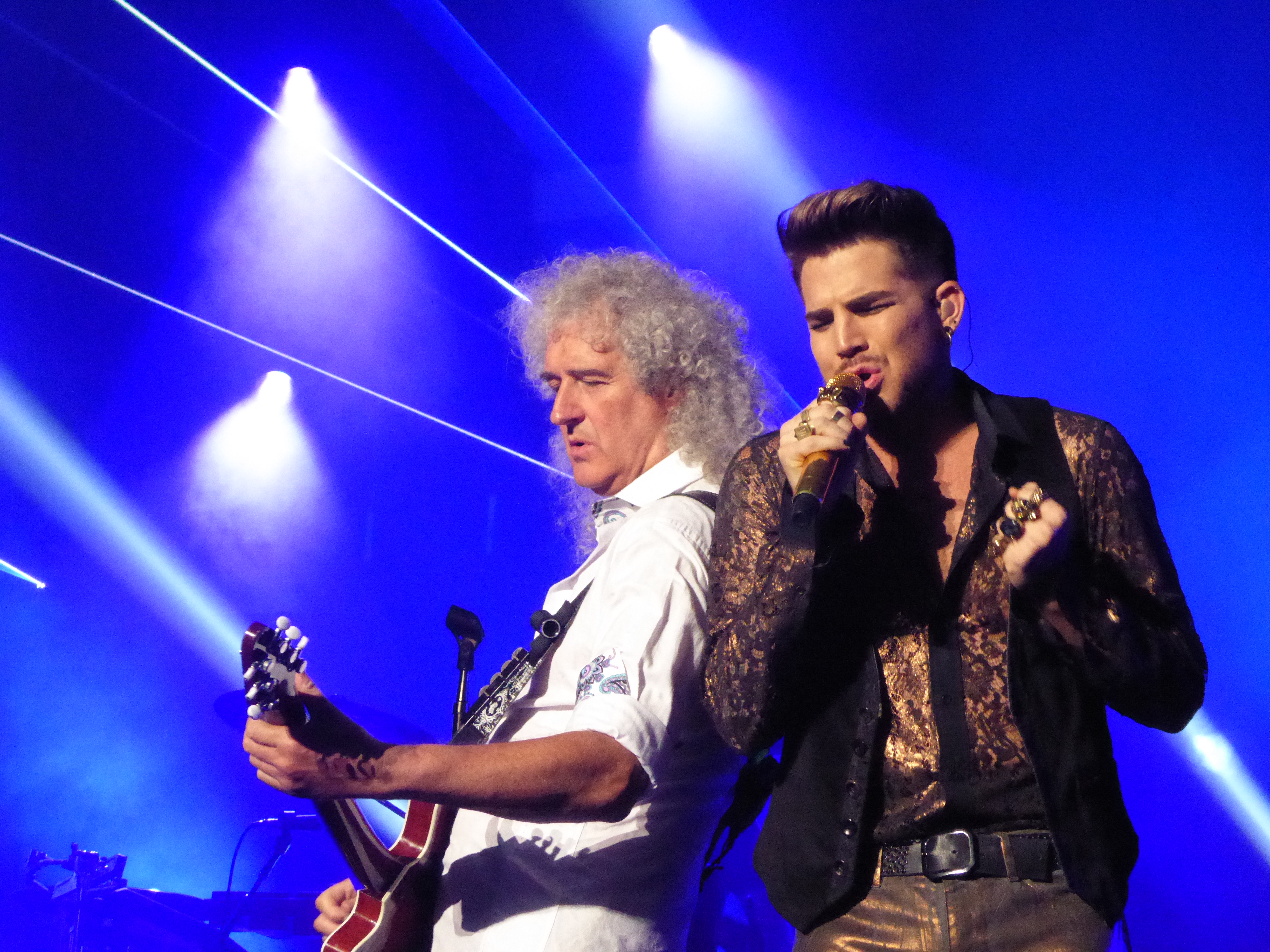
Lambert i maig a la gira Queen + Adam Lambert 2014

Al febrer de 2014, Lambert va tornar a American Idol, on va ser mentor convidat durant el taller de dues nits de Randy Jackson "Boot Camp". Va ser jutge convidat a l'estrena de la temporada 6 de "RuPaul's Drag Race" la setmana següent. Glee va tornar el 25 de febrer amb l'episodi "Frenemies" amb Lambert en una interpretació de I Believe in a Thing Called Love de The Darkness.
El 27 de maig de 2014, la sèrie Playlist de Sony Legacy va publicar un àlbum recopilatori The Very Best of Adam Lambert, que inclou enregistraments dels dos àlbums d'estudi de Lambert juntament amb enregistraments d'estudi d'"American Idol i Glee". Va debutar a la llista Billboard Top Internet Albums al número 14.
Lambert va començar la gira amb Roger Taylor i Brian maig de Queen el juny de 2014, amb 35 dates a Amèrica del Nord, Corea, Japó, Austràlia i Nova Zelanda. Va ser un èxit de crítica i comercial, ja que les crítiques van destacar el virtuosisme musical de maig i Taylor, juntament amb la impressionant destresa vocal, carisma i afinitat de Lambert amb el repertori de Queen, tot augmentat per l'elaborat espectacle de la producció. El 2015, es va realitzar una segona etapa d'onze països i 26 dates a Europa i el Regne Unit. El 4 de novembre, Queen + Adam Lambert van ser nomenats Banda de l'Any a la 10a edició dels "Premis d'Honor del Classic Rock Roll of Honor".
Després d'una actuació "alçada" molt revisada a X Factor del Regne Unit, Lambert i Queen van presentar un concert exclusiu de Cap d'Any a Londres al Central Hall Westminster, "Queen + Adam Lambert Rock Big Ben Live". L'elogiat concert va ser anomenat "pitch-perfect". Al gener, "Queen + Adam Lambert" van aparèixer a la portada de la revista Classic Rock; va ser aplaudit a la portada per Taylor i May, que el van anomenar "un regal de Déu". Al setembre, Queen i Lambert van encapçalar la "Celebració dels 30 anys" de "Rock in Rio" al Brasil, com a part d'una gira sud-americana de sis dates. La gira va ser un èxit de crítica; i la seva actuació de "Rock in Rio" va ser la més popular del festival de set dies, basada en la venda d'entrades.
El 15 de gener de 2015, Lambert es va convertir en el primer antic concursant a aparèixer com a jutge convidat a American Idol a les audicions de la catorzena temporada de la ciutat de Nova York, substituint Keith Urban. Aquell mateix dia, Lambert va revelar en una entrevista a Billboard que va signar amb Warner Bros. Records dins de les vint-i-quatre hores després d'anunciar la seva sortida de RCA. A més, va declarar que el seu proper llançament a l'estudi, programat per a principis d'estiu amb un single a l'abril, seria produït executiu pels compositors i productors suecs Max Martin i Shellback.
La promoció del nou àlbum, The Original High, va començar amb una sèrie d'històries de portada de revistes, aparicions a la televisió i teasers del senzill principal, Ghost Town, abans del seu llançament el 21 d'abril de 2015. També va ser destacable Ghost Town. l'actuació de 2015 als "Logo Trailblazer Honors"; i la seva actuació a principis d'agost a "The Voice d'Austràlia". Spin la va nomenar una de les millors cançons del 2015 fins ara; i The New York Times va declarar que "potser va ser el seu millor senzill fins ara." Ghost Town va entrar al Billboard Hot 100 al número 73, i es va situar en el Billboard Adult Top 40. Va arribar als 100 milions de reproduccions de Spotify a principis de desembre de 2015 i va rebre la certificació d'or als EUA el 15 de gener de 2016.
The Original High va debutar al número tres del Billboard 200 venent 42.000 àlbums i movent 47.000 unitats totals, incloent pistes i àlbums equivalents en streaming. Lambert va obtenir el seu primer àlbum entre els deu millors al Regne Unit, amb un debut número vuit a la llista d'àlbums del Regne Unit. Igual que amb Ghost Town, les crítiques van ser molt positives. L'original High Tour va començar el gener de 2016 amb sis dates a Austràlia i Nova Zelanda i set dates al Japó.
El 29 d'agost, Lambert va rebre el premi al millor artista estranger als "Eska Music Awards 2015" celebrats a Szczecin, Polònia. El dia 30, va fer la seva primera aparició en un festival del Regne Unit, fent un conjunt al "Fusion Festival 2015" a Birmingham.
A principis d'octubre, Lambert va llançar "Another Lonely Night". Va debutar en directe com el nou senzill a 538LIVE XXL al Ziggo Dome d'Amsterdam, i uns dies després a X Factor Australia. Després es van afegir vint dates a "The Original High Tour" per incloure tretze països europeus; "RedFest DXB", un festival de música de dos dies, a Dubai; i dues dates a la Xina. La gira va començar a "No. Celebrate2016" a "The Float at Marina Bay", Singapur el 31 de desembre de 2015. Al novembre, es va llançar una petició en línia amb el suport de grups conservadors per retirar Lambert del programa de Singapur, citant la seva polèmica actuació a l'AMA el 2009 i el suport actiu als drets LGBT. No va ser eliminat del lloc principal, però es va reiterar que la seva actuació s'ajustaria a les estrictes normes de retransmissió.
Al llarg de la tardor, Lambert va continuar actuant als EUA, Europa i Àsia. Les actuacions notables inclouen Today, Swedish Idol, The Voice of Poland i Strictly Come Dancing de BBC One, com a convidat musical. Després de participar en una conferència de premsa de Billboard a Pequín on va anunciar la inclusió de la Xina a les seves llistes de música, va ser l'intèrpret convidat a l'esdeveniment del Dia del Solter d'Alibaba. El 2 de desembre, va actuar a l'especial CMT "Artistes de l'any" per homenatjar "Little Big Town" i la seva controvertida cançó Girl Crush en un duet amb Leona Lewis. L'actuació va ser nominada a "Performance of the Year" als "CMT Music Awards 2016".
Lambert va rebre diversos reconeixements de final d'any, entre ells un número u en el rànquing de guanys anuals dels concursants d'American Idol de Forbes; i el primer lloc a l'enquesta de lectors "The Ten Best Albums of 2015" de Rolling Stone, amb la publicació assenyalant el seu "les veus són tan massives com les seves actuacions." Al gener de 2016, es van afegir vint-i-tres dates als Estats Units a "The Original High Tour", portant-la a 56 dates a tot el món. A mitjans de gener, Lambert es va associar amb Oreo per llançar una campanya publicitària global centrada en la diversitat, "Open Up", amb la seva veu en un espot animat. Al febrer, va aparèixer al final d'homenatge a David Bowie a l'esdeveniment pre-Grammy de Clive Davis i "The Recording Academy". Al març, va debutar "Welcome to the Show" a l'última quinzena temporada d'American Idol. La setmana següent, el DJ va produir Steve Aoki i el tema Can't Go Home de Felix Jaehn va debutar, amb Lambert com a vocalista destacat.
El maig de 2016, Lambert es va convertir en la nova cara de la marca d'estil de vida de Macy's, I.N.C. International Concepts, i participant de la seva campanya d'estiu "American Icons".
"Queen + Adam Lambert" van ser els titulars de Rock in Rio Lisbon, Sweden Rock Festival, Isle of Wight Festival i dotze festivals i espectacles europeus més al maig i juny de 2016. Al setembre, van encapçalar el Gran Premi de Singapur de Fórmula 1 del 2016, van fer una cita a Tel-Aviv, tres a Tòquio i una a Bangkok, Hong Kong, Xangai i Taipei com a part d'una gira a Àsia. Al juny, Lambert es va unir al jurat de la vuitena temporada de The X Factor Australia.
Lambert va llançar el seu primer vídeo musical independent i autoproduït al juliol per acompanyar Welcome to the Show. Va interpretar Faith al final de temporada de "Greatest Hits" d'ABC a l'agost. Lambert apareix al senzill Broken, llançat a l'agost pel DJ/productors Tritonal en col·laboració amb el productor Jenaux.
A l'octubre, Lambert va protagonitzar el remake de televisió de The Rocky Horror Picture Show. L'X Factor Australia va tancar la seva temporada 2016 al novembre, amb un membre de l'equip de Lambert declarat guanyador. Al desembre, va fer un duet amb la finalista Saara Aalto al final de "The X Factor UK" i va presentar el premi a l'Artista Britànic de l'Any als "BBC Music Awards 2016" en directe. Lambert va aparèixer a l'àlbum de la banda sonora de Captain Underpants (Capità Calçotets) de DreamWorks Animation: La primera pel·lícula èpica amb "Think", llançat el juny de 2017.
"Queen + Adam Lambert" van començar una gira mundial a l'arena el 23 de juny de 2017 a Glendale, Arizona, que consta de dates a Amèrica del Nord, Europa, Austràlia i Nova Zelanda. El grup va aparèixer a The Late Late Show amb James Corden amb Lambert i Corden fent un sing-off per ser el líder de Queen. Lambert i Queen van fer un mini-concert a Jimmy Kimmel Live!, amb una llista de quatre cançons que incloïa el debut d'una nova cançó de Lambert titulada Two Fux. Les primeres crítiques dels espectacles van ser molt positives, destacant tant la sinergia de la col·laboració, que Billboard va afirmar que era potser la "fusió més fortuïta de dos actes discogràfics establerts" des de Fleetwood Mac; i l'aparició d'alguna cosa nova, fent avançar la banda.
"Two Fux" es va llançar als minoristes digitals el 30 de juny, amb crítiques igualment positives: "Yahoo! Músic" el va anomenar "un vals de rock'n' roll deliciosament actitudinal" que mostrava un Lambert "gairebé sobrehumà" molt confiat. Esquire va afirmar que la cançó era "efervescent i un aparador per a les altures que indueixen el sagnat nasal que el seu falset pot escalar; també serveix com a combinació de la influència de Queen i les experiències i la perspectiva de Lambert". "Two Fux" s'inclou a la llista d'espectacles en viu de Queen + Adam Lambert.
Lambert va aparèixer com a jutge convidat i entrenador musical en un episodi de la tercera temporada de RuPaul's Drag Race: All Stars. A causa del seu èxit, la gira Queen + Adam Lambert va anunciar una quarta etapa per començar el 7 de juny a Lisboa i finalitzar el 8 de juliol a Dublín. Al març, Billboard va informar que Queen + Adam Lambert van encapçalar el seu resum "Hot Tours", amb els seus espectacles australians.
Al maig, Lambert es va unir amb Melissa Etheridge per obrir la 29a edició dels premis "GLAAD Media" amb una interpretació "esquivant" de "I'm the Only One". Dies després, va aparèixer a "Live with Kelly and Ryan", anunciant una residència de 10 dates a Las Vegas per a Queen + Adam Lambert el setembre de 2018, al Park Theatre at Park MGM. La nova producció, titulada "The Crown Jewels", va tenir una bona acollida. Lambert va canviar la gestió a Philymack.
Lambert va ser jutge convidat al segment "Judges' Houses" de The X Factor a l'octubre. Va interpretar el duet "As Long As You're Mine" amb Ledisi a "A Very Wicked Halloween" de la NBC, commemorant els quinze anys de Wicked a Broadway. L'actuació va ser elogiada per les seves harmonies brillants i "riffs vocals impressionants", i més tard es va publicar a l'àlbum Wicked: The 15th Anniversary Special Edition. El 2 de desembre, va aparèixer al programa de resultats de "Strictly Come Dancing's" Musicals Week, cantant "We Are the Champions", del musical We Will Rock You. En la mateixa data, va actuar en directe al "Kennedy Center Honors" en suport de la homenatjada Cher, cantant "I Got You Babe" amb Cyndi Lauper i una versió de balada orquestral de "Believe", anomenada un "punt àlgid de l'esdeveniment" pel Washington Post. Després de l'emissió de la cerimònia el 26 de desembre, l'actuació de Lambert va ser àmpliament elogiada.

## 2019-present: Velvet and Queen + Adam Lambert
Lambert va aparèixer amb James Corden a "The Late Late Show" el 20 de gener de 2019, per a un episodi temàtic de la NFL, cantant una paròdia de "Don't Stop Me Now". El 17 de febrer, va interpretar una versió "rocking" ben revisada de "Blue Suede Shoes" a lElvis All-Star Tribute de la NBC, una recreació de l'especial del '68 Comeback d'Elvis Presley.
Lambert va posar la veu al personatge Emperor Maximus i va cantar cançons originals per a "Playmobil: The Movie", una pel·lícula d'animació combinada d'acció en viu estrenada el 2019. El 3 de desembre, Queen i Adam Lambert van anunciar una gira de 23 dates a l'arena i l'estadi amb una producció totalment nova per a Amèrica del Nord. "The Rhapsody Tour" va afegir dates addicionals a Nova York i LA; a les 25 dates, la gira va tenir lloc del 10 de juliol al 23 d'agost de 2019.
Lambert va llançar la cançó "Feel Something" el 22 de febrer, anomenada "una balada dolorosa" de Rolling Stone que "mostra [la seva] gamma vocal acrobàtica". Escrita conjuntament amb Benedict Cork, Josh Cumbee i produïda per Cumbee i Afshin Salmani, va ser la primera cançó revelada del quart àlbum d'estudi del cantant, que es va publicar a través del segell independent Empire. Anotant la cançó "un regal" als fans i el llançament d'una nova era abans del seu primer senzill oficial, Lambert va explicar a través d'Instagram el procés pel qual va sortir d'un període fosc d'endevinació, compromís i desil·lusió: amb "Feel Something". "el punt de partida emocional del seu nou treball. Dies més tard va llançar una "captivadora" actuació d'estudi en directe de "Feel Something", la bellesa i el to calmant del qual capturen la intenció de la cançó.
El 24 de febrer de 2019, Lambert i Queen van ser la primera banda de rock que va obrir els Oscars amb una interpretació "explosiva" de dues cançons clàssiques de Queen que va guanyar una gran ovació. L'endemà, van anunciar un documental de dues hores, The Show Must Go On: The Queen + Adam Lambert Story, que representava el viatge de la seva col·laboració en curs. La pel·lícula es va emetre a l'ABC a l'abril, oferint raríssimes imatges de concerts entre bastidors i noves entrevistes. Roger Taylor va aparèixer a "Good Morning America" el mateix matí, qualificant la col·laboració amb Lambert de "màgica" i un exemple de "desenvolupament del destí". El 28 d'abril, el convidat de Lambert va ser mentor dels 8 millors finalistes d'American Idol en una nit temàtica de Queen, i va ser elogiat pels consells útils que van elevar les actuacions.
L'abril de 2019, "The Rhapsody Tour" es va ampliar per incloure set cites d'estadis a Austràlia i tres a Nova Zelanda, previstes per al febrer de 2020; quatre espectacles al Japó i dos a Corea del Sud, pel gener de 2020; i 26 espectacles a Europa, incloent una residència de deu espectacles a l'O2 Arena de Londres.
El 15 de maig de 2019, Lambert va llançar "New Eyes", el senzill principal del seu quart àlbum d'estudi Velvet, coescrit amb Paris Carney i produït per Jamie Sierota. La cançó "sense esforç i elegant" fusiona rock modern i clàssic, mentre que el seu vídeo reflecteix la lletra de la cançó i l'estètica inspirada en els anys 70. Dirigida per Miles & AJ, el vídeo va ser la primera part d'un curtmetratge que va acompanyar la preparació del llançament de l'àlbum. Lambert va tornar a American Idol per al seu final de temporada el 19 de maig per interpretar "New Eyes" i un duet amb un concursant. El 31 de maig, va interpretar la cançó a "The Ellen DeGeneres Show" i de nou el 24 de juny a la final de "The Voice Australia".
Lambert va llançar el tema "Comin in Hot" produït per The Monarch el 26 de juny, juntament amb la segona entrega de vídeo del curtmetratge de suport a Velvet. El vídeo el van anomenar "encisador" i "hipnotitzant", i es deia que la cançó ampliava el so impulsat pel rock dels anys 70 del primer senzill de l'àlbum. Lambert va revelar que Velvet es llançaria en dues parts, amb la cara A programada per al setembre de 2019. "Comin In Hot" va veure el seu debut a l'emissió el 28 de juny quan Lambert va interpretar un conjunt de cinc cançons i va ser entrevistat a la sèrie de concerts d'estiu de Good Morning America, en celebració del mes de l'"Orgull i WorldPride NYC 2019".
El 4 de setembre, Lambert va llançar el senzill i el vídeo de "Superpower", apareixent a Velvet: Cara A, la primera meitat del seu quart àlbum d'estudi. La cançó produïda per Tommy English va ser coescrita per Lambert, English i Ilsey Juber, amb la direcció de vídeo de Millient Hailes. La seva línia de base pesada i els "falsets suaus" reflecteixen el nucli rock dels anys 70 i funk de l'àlbum multigènere, que es va publicar el 27 de setembre. També es va destacar la seva habilitat i el seu art en tots els gèneres. Va interpretar "Superpower" en directe el 2 d'octubre a "Live with Kelly and Ryan", i durant la setmana de Halloween de la BBC One's "Strictly Come Dancing". El dia 12, va oferir una actuació "espectacular" de "Superpower" a "The Talk". El 15 d'octubre, es va publicar una versió de vídeo en blanc i negre en directe de la cançó "Closer to You" de Velvet: Cara A, elogiada com "una classe magistral vocal". El seu debut a l'emissió a "The Late Late Show with James Corden" va ser molt elogiat, caracteritzat per "escalar les altures de la cançó amb virtuosisme operístic pop".
El 28 de setembre, Lambert amb Queen va ser titular del "Global Citizen Festival 2019" al Central Park de la ciutat de Nova York. Dedicat a mobilitzar els governs mundials per erradicar l'extrema pobresa i abordar el canvi climàtic, el festival va publicar les seves millors valoracions fins ara: amb 60.000 assistents i gairebé 21 milions de visualitzacions a tot el món, va generar a prop de mil milions de dòlars en promeses.
Al novembre, Lambert va llançar una versió de "Please Come Home for Christmas" per a "Spotify Singles: Holiday Collection". Va estar entre diversos intèrprets al concert d'homenatge d'"Avicii al Friends Arena d'Estocolm" el 5 de desembre, per donar suport a la prevenció del suïcidi i promoure la conscienciació sobre la salut mental. El 6 de desembre, Lambert va publicar una versió de "Believe" de Cher basada en la seva actuació del 2018 al "Kennedy Center Honors". Va interpretar la cançó com a duet amb Katie Kadan al final del 17 de desembre de la dissetena temporada de The Voice. El 22 de desembre va actuar a l'especial de Nadal de CBS "A Home for the Holidays" per conscienciar sobre l'adopció i el sistema d'acollida. Lambert va donar quatre concerts en solitari ben rebuts durant tot el desembre per promocionar Velvet: Cara A.
El gener de 2020, Lambert va ser nominat per a un premi "GLAAD Media" a la categoria d'artista musical destacat per Velvet: Cara A. Lambert va obrir el "31st GLAAD Media Awards" amb una actuació especial el 19 de març a la ciutat de Nova York. El 16 de febrer a Sydney, Lambert amb Queen van actuar al concert de "Fire Fight Australia" per recaptar fons per a l'alleujament dels incendis forestals d'Austràlia i va replicar el set Live Aid de Queen de 1985 en la seva totalitat.
El 4 de febrer de 2020, Lambert va llançar la cançó retro-funk "Roses" amb Nile Rodgers. El "Velvet Tour" comença el 3 d'agost al Manchester Pride, seguit de l'SSE Arena Wembley de Londres i set espectacles més per tot Europa. La gira va ser precedida per una mini-residència de cinc espectacles al "The Venetian Theatre" de Las Vegas per l'abril.
Lambert amb Queen es van unir virtualment el 30 d'abril per llançar "You Are the Champions", una reimaginació de "We Are the Champions", en serveis de transmissió i descàrrega, amb els beneficis destinats al Fons de Resposta Solidària COVID-19 de l'Organització Mundial de la Salut. Al maig, Lambert va formar part d'un esdeveniment en directe de 3 dies anomenat "Stronger Than You Think", una conversa per abordar problemes de salut mental que afecten els adolescents i els adults joves, especialment durant la pandèmia de la COVID-19. Al juny, va aparèixer a "The Late Late Show" amb James Corden per parlar del seu suport i experiència al moviment Black Lives Matter, i va oferir una interpretació acústica de "On the Moon" de Velvet. Lambert va participar en els programes virtuals a casa del Museu GRAMMY, amb una entrevista en profunditat i un conjunt de quatre cançons acústiques.
El juliol, en suport de la candidatura presidencial de Joe Biden, va interpretar "Ready to Run" a la recaptació de fons de Biden en directe "Celebration for Change".
Queen with Lambert va llançar el seu primer àlbum el 2 d'octubre de 2020, "Queen + Adam Live Around the World". Debutant al número u de la llista d'àlbums oficials del Regne Unit, va ser seguida d'una pel·lícula de concerts del mateix nom el 29 de gener de 2021, amb imatges de la gira i accés per streaming o compra. El grup va anunciar que la seva gira pel Regne Unit i Europa seria posposada per segona vegada al 2022 amb múltiples espectacles afegits posteriorment.
Al novembre, Moonbase 8 va debutar, amb Lambert en un paper d'actuació convidat no musical. Lambert va cantar "Starman" per a l'esdeveniment en directe de tres hores, "A Bowie Celebration", en el qual hauria estat el 74è aniversari de Bowie. Va interpretar el paper d'"Emile" a Ratatouille the Musical, una primera col·laboració d'aquest tipus entre TikTok i la comunitat teatral. El que va sorgir va ser un musical complet a l'estil de Broadway, emès l'1 de gener, que va recaptar dos milions de dòlars per a "The Actors Fund" i va obtenir una nominació al "Drama League Award" en una categoria digital ampliada. Lambert va cantar a l'enregistrament conceptual de Cinderella, "rocking out" en el seu solo Prince Charming. L'àlbum va ser llançat al juliol i va debutar al número u de la llista de recopilacions oficials del Regne Unit, després va obtenir una nominació als Grammy 2022.
Lambert, a través de la seva "Feel Something Foundation" en col·laboració amb Pride Live, va comissariar i encapçalar un festival de tres dies, la celebració mundial anual del "Juny Stonewall Day", per impulsar i preservar el llegat dels disturbis de Stonewall i l'activisme LGBTQ. Va aparèixer a The Kelly Clarkson Show el 26 de gener i va discutir la possibilitat de desenvolupar la seva pròpia marca de bellesa. El març de 2021, Lambert va revelar que estava escrivint un musical de rock and roll a l'estil de Broadway en col·laboració amb altres compositors. Ambientada als anys 70, l'obra tractarà sobre una persona real; i representa la seva intenció d'expandir-se a altres espais creatius com actuar i produir.
Lambert va cantar "These Are Your Rights", una "balada de poder himne", per a l'episodi "The Bill of Rights" de la sèrie de streaming de Netflix "We the People" el 4 de juliol. El programa ha rebut una nominació dels premis Emmy infantils i familiars inaugurals, que es presentaran al desembre. Al setembre, va participar en "Global Citizen Live", un esdeveniment de transmissió i transmissió en directe de 24 hores a tot el món per vèncer la pobresa i abordar els efectes globals de la pandèmia de la COVID-19. Al maig va aparèixer com a jutge convidat a la segona temporada de "Legendary". Lambert va aparèixer a "The Ellen Show" abans del seu paper de jutge al concurs de realitat "Clash of the Cover Bands", que va debutar a l'octubre.
Va donar veu al diable en un segon programa d'animació, "A Tale Dark & Grimm", que també va debutar a la tardor del 2021, i ha rebut nominacions tant als premis Emmy com als premis Emmy infantils i familiars. Va tornar a Las Vegas per a sis espectacles en solitari, inclòs un component de transmissió en directe, al "The Venetian Las Vegas" a l'octubre. v Al novembre, Lambert va actuar a l'especial de televisió en hora de màxima audiència, "The Queen Family Singalong". Al "The Kelly Clarkson Show", va interpretar el duet que va gravar amb Darren Criss per a l'àlbum de vacances de Criss, una versió de big band de jazz del clàssic "(Everybody's Waitin' for) The Man with the Bag"; un vídeo musical de la cançó es va publicar l'endemà. Lambert va interpretar dues cançons per tancar l'esdeveniment ITV Palooza del 2021; i apareix com a jutge al nou programa de talents d'ITV Starstruck, que va debutar el 12 de febrer. L'abril de 2022, ITV va anunciar que Starstruck tornaria per a una segona temporada amb el mateix jurat.
Lambert va actuar en el segon esdeveniment anual de transmissió en directe mundial, "Rise Up With The Arts", que es va publicar el Dia Mundial del Teatre, el 27 de març, però que es va ampliar sota demanda fins al 23 d'abril a causa de la popularitat. En resposta a la crisi d'Ucraïna, els fons recaptats van ser designats per a la crida d'emergència de "Save the Children" per a Ucraïna, així com per donar suport a la comunitat teatral i la "icandància" benèfica. Lambert va encapçalar l'espectacle del 30 d'abril del festival de música SunFest a West Palm Beach, Florida; més tard va anunciar quatre espectacles individuals més a Florida més un a Geòrgia, doblant extraoficialment les dates de la gira "Say Gay" en resposta al projecte de llei recentment promulgat "Don't Say Gay" de Florida.
Queen i Lambert van començar la molt elogiada etapa britànica i europea de "The Rhapsody Tour" el 27 de maig, amb 2 espectacles consecutius a l'SSE Arena de Belfast; També es van incloure deu espectacles exhaurits a l'O2 Arena de Londres i un llançament global en directe del tercer espectacle d'O2 titulat 'Rhapsody over London', disponible el 24 de juliol i sota demanda fins al 31 de juliol. La gira de trenta-set dates va concloure, el 25 de juliol amb 2 espectacles a Finlàndia. El 4 de juny, van obrir la Festa del Platí al Palau amb un conjunt de tres cançons fora del Palau de Buckingham, en honor al Jubileu de Platí de la reina Isabel II.
Al juny es va anunciar que Lambert apareixeria a la pel·lícula Fairyland produïda per Sophia Coppola. Va tornar a Las Vegas a l'octubre per a la sèrie de concerts temàtics de Halloween "The Witch Hunt", consistent en tres espectacles a l'"Encore at Wynn Las Vegas"; Posteriorment es van afegir cinc dates a Califòrnia a la mini gira que va concloure amb un espectacle en directe al Hollywood Palladium el 30 d'octubre. A l'octubre, es va anunciar que Lambert tornaria a Warner Music Group amb representació global al seu Regne Unit. basat en EastWest Records. Abans de la nova música, el primer single de Lambert al segell va ser una versió de Mad About the Boy de Noel Coward que apareixerà en un documental sobre l'arribada de Coward el 2023. Lambert va estrenar el tema amb una actuació en directe "increïble" a la BBC. "One's Strictly Come Dancing". També a l'octubre va interpretar dos duets amb Jennifer Hudson, inclosa l'ària Nessun dorma, a "The Jennifer Hudson Show".
Lambert serà jutge de "Britain Get Singing" d'ITV, una competició televisiva de cant de Nadal de celebritats en suport de la salut mental. Actuarà a "The National Lottery's Big Bash", un especial televisat de la festa de fi d'any celebrat a l'Ovo Arena Wembley el 6 de desembre.

## Artística
veu

Crítics, celebritats i col·legues han estat oberts en els seus elogis pel domini vocal de Lambert. Kathie Bretches-Urban, cofundadora de "Metropolitan Educational Theatre Network" (ara MET2) on Lambert va actuar quan era jove, va dir: 
| « | "Ha invertit tota la seva vida en música i actuació... Acabava de sortir a l'escenari, i va esclatar". | » |

 El productor discogràfic Rob Cavallo va descriure una vegada que Lambert tenia un rang il·limitat i capaç de cantar totes les notes d'una guitarra des de la més baixa a la més alta. En una entrevista de març de 2012, l'artista de rock Meat Loaf va valorar la veu de Lambert en companyia de només dues persones més, Whitney Houston i Aretha Franklin, basant-se en "aquella qualitat del jet pack a la seva veu que només la deixa volar".
L'any 2011, quan va pujar a l'escenari dels MTV Europe Music Awards, el guitarrista homenatjat de Queen Brian maig va assenyalar que la veu de Lambert té "sensibilitat, profunditat, maduresa i un rang i una potència impressionants que faran caure les mandíbules"; mentre que Roger Taylor va afegir que Lambert tenia "la millor gamma que he sentit mai" en una entrevista de la BBC el 2012. Pharrell Williams, després de col·laborar amb Lambert en el seu àlbum Trespassing, va comentar: "Aquest nen té una veu com una sirena; no hi ha cap noi cantant en aquest rang de Steve Winwood-Peter Cetera".
L'octubre de 2012, el Sunday Mirror va informar que Lambert va assegurar la seva veu per 48 milions de dòlars. Una font va dir al diari sensacionalista: "L'assegurança per a les estrelles és un gran problema als EUA i la veu d'Adam és la seva cansalada".
En una entrevista del 2019, James Michael, vocalista principal de la banda Sixx:A.M., va elogiar la tècnica vocal, el poder i la facilitat del seu control vocal de Lambert, jutjant-lo com un dels millors vocalistes del món.
Estil i imatge
Lambert és més conegut pel seu estil de representació teatral i l'atenció meticulosa als detalls en tots els aspectes de la seva presentació personal. S'aprofita d'una àmplia experiència escènica en la facilitat amb què pot refinar i definir la seva imatge a través de la moda i altres imatges, que són essencials per a com escolliu habitar les seves cançons, reblar el seu públic i mostrar la seva individualitat. Mentre era concursant a American Idol, la precisió però variada posada en escena de Lambert va mantenir el públic i els jutges enganxats tant a la seva presentació com al seu talent vocal. La seva característica extravagant i l'estil glam rock van ser un moment de ruptura en la moda masculina, degudament assenyalat per les publicacions de moda i els fabricants de gustos, que el van comparar amb Lady Gaga pel que fa a traspassar els límits de l'estil i ser descaradamente individual.
Lambert va fer tres aparicions televisives relacionades amb la moda a finals de 2010. Va fusionar la seva passió per la música i la moda a "Talk@Playground" de MTV, apareixent en discussió amb el dissenyador de "Skingraft" Jonny Cota. Va ser jutge convidat a "Project Runway" en un episodi que va dissenyar una banda de rock per a la seva propera portada de Rolling Stone. Va ser el tema per al qual els joves dissenyadors de "All on the Line with Joe Zee" van crear un aspecte modern, que després va criticar juntament amb els amfitrions del programa.
Lambert va continuar adornant les portades de les revistes, passant més específicament a l'espai de la moda i la cultura. Reflectint l'estat d'ànim i el concepte darrere del seu àlbum Trespassing, el rodatge de moda de la revista Fault va exemplificar el compromís de Lambert d'alinear els elements de la seva visió artística perquè sorgeixi una narrativa cohesionada. Quan Lambert va aparèixer a la portada de desembre de 2012 del número "Obsession" de la revista d'alt estil Fiasco, amb seu a Londres, va tornar a aprofitar per manipular i provocar amb la seva imatge i estil. Lluint un aspecte sofisticat i minimalista que recordava l'antic Hollywood, Lambert jugava amb estereotips i representacions masculins; i en l'entrevista, va subratllar que la seva moda i la seva presentació sovint són diferents dels règims gais i heterosexuals: "Per al públic en general, veuen com m'estilo i diuen: 'Errrr, això és gai', però et preguntes; un grapat de nois gais i diuen: "No em posaria mai això!".
L'agost de 2015, va ser un dels quatre artistes que van aparèixer a la portada del número "Music's Men of Style" de Billboard. Va parlar del seu canvi natural cap a un aspecte més net i clàssic; i va reiterar que la intersecció de la música i la moda —el moviment constant de les tendències— és una fascinació i forma part de ser un músic pop.
Lambert està representat per l'agència de models "MiLK Management" amb seu a Londres des del juliol de 2016.
Influències
Lambert es va inspirar quan el seu pare li va donar accés a la seva gran col·lecció de discos de música dels anys setanta. Es va sentir atret pel rock teatral d'artistes com Madonna, David Bowie, Michael Jackson, Queen, Aerosmith i Led Zeppelin. Lambert es va referir a Michael Jackson i Madonna com "King and Queen" perquè van fusionar creativament la música amb el maquillatge, la moda i el vídeo cinematogràfic. Entre les seves influències més fortes hi ha cantants britànics com Freddie Mercury, David Bowie i Robert Plant: "Those are the people I really gravity about".

El març de 2013, Lambert va escriure un article per a l'homenatge de la revista Out a David Bowie, que estava a punt de publicar un nou àlbum. En ell, va explicar com Bowie va ajudar a informar l'expressió de la seva pròpia sexualitat i gènere en el seu treball: 
| « | "Es va apagar una bombeta: no m'agradava arrossegar, no volia vestir-me com una dona, però volia expressar el meu gènere i la meva identitat artística de manera diferent del corrent principal. Bowie va ser una inspiració clau. Es tractava de l'androgínia de barrejar-ho, i això era el que era tan increïble dels seus conceptes: va ser una de les primeres estrelles de rock a impulsar realment el idea que la sexualitat no era en blanc i negre sinó una exploració". | » |

 La pròpia música de Lambert ha estat influenciada per nombrosos gèneres com el rock clàssic, el pop i la música electrònica; i el seu estil d'actuació beu molt de la seva experiència escènica. Lambert s'imagina a si mateix com el tipus d'artista "que crea des de la base, no només una cançó sorprenent, sinó una amb un ritme, una història, una mirada i un tema". Per al seu segon àlbum, es va inspirar en la música disco clàssica, l'electrònica dels anys 90, el funk i la música dubstep.

## Filantropia

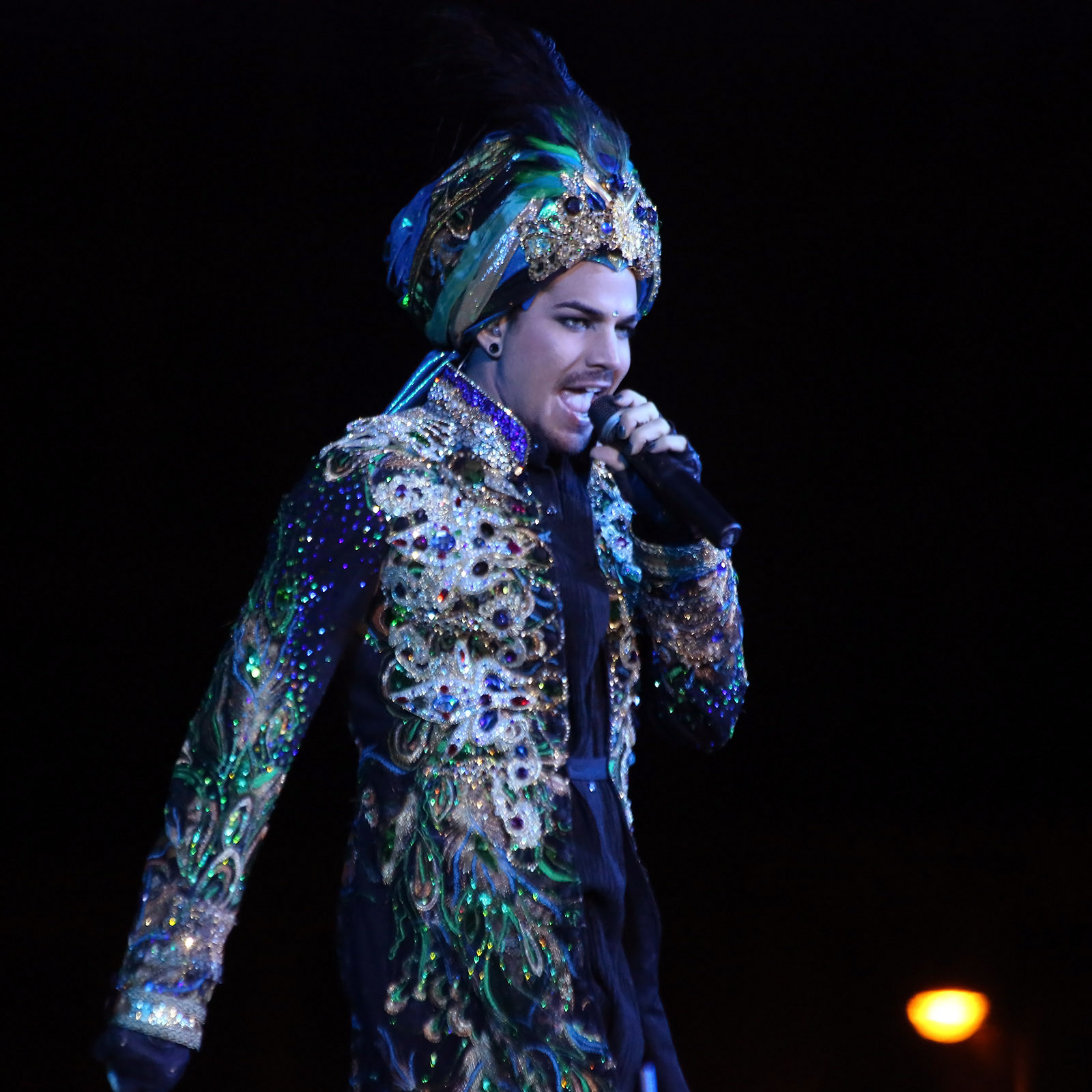
Lambert actuant a l'obertura del Life Ball 2013 a Viena, Àustria

Des de la seva aparició a American Idol, Lambert ha donat suport i temps considerable a causes benèfiques. A l'octubre de 2011, les donacions financeres van assolir la marca dels 1.000.000 de dòlars.
El gener de 2010, en lloc de regals pel seu 28è aniversari, Lambert va demanar als fans que fessin una donació a "DonorsChoose.org", ja que 2.435 fans van donar 322.700 dòlars. El juny de 2010, Lambert es va associar amb l'organització benèfica per a la seva campanya "Glam A Classroom", recaptant 208.590 dòlars més, amb el suport de 3.020 fans. L'octubre de 2010, va col·laborar en una segona col·lecció de signatures amb "The Pennyroyal Studio", que es va esgotar després de recaptar 43.092 dòlars per a "DonorsChoose". Lambert va contribuir a l'organització benèfica "MusiCares" quan ell i "The Pennyroyal Studio" van col·laborar en el disseny d'un penjoll "Eye of Horus", la venda del qual va recaptar 32.000 dòlars en 7 dies.
El gener de 2011, va iniciar una campanya per recaptar 29.000 dòlars per a la "charity:water" per commemorar el seu 29è aniversari i la campanya va recaptar 323.803 dòlars, que va ajudar a 16.190 persones a rebre aigua neta. Va continuar els seus esforços pel seu 30è aniversari, el gener de 2012, aquesta vegada demanant als fans que "renunciïn" als seus aniversaris en una campanya en curs que va recaptar 82.000 dòlars el maig de 2012. El juny de 2013, una comptabilitat de "charity:water" enumerava 55 projectes completats fins ara amb fons recaptats per Lambert.
Lambert va tornar a l'escenari d'American Idol per als resultats del 10 de març de 2011, cantant una versió acústica de la seva cançó "Aftermath" de "For Your Entertainment". Després de l'actuació, es va posar a la venda una versió de remix de dansa per a la seva compra, amb la recaptació beneficiada per "The Trevor Project".
Lambert va actuar en un concert del Royal Albert Hall el 7 de juny de 2012, en benefici de la "Rays Of Sunshine Children's Charity".
El 30 de juny, Elton John i Queen + Adam Lambert es van coordinar amb l'"Olena Pinchuk ANTIAIDS Foundation" per a un concert en benefici de la lluita contra el VIH/SIDA. El 25 de setembre de 2012, Lambert va encapçalar un benefici de recaptació de fons a Washington, D.C. en nom de "Marylanders" per la igualtat matrimonial.
El 31 de gener de 2013, va rebre el premi Unity, que reconeix els artistes la música dels quals difon "missatges pacífics", de la "Fundació We Are Family" a la seva gala de celebració 2.0 de 2012. Lambert va "donar" el seu 31è aniversari a la caritat, recaptant més de 82.000 dòlars en poc més d'una setmana. Per al seu 32è aniversari, va tornar a escollir l'organització benèfica, coordinant-se amb l'artista Chris Saunders en la creació d'impressions i cartells d'edició limitada i oberta les vendes dels quals van beneficiar la fundació.
El 25 de maig, Lambert va participar en la cerimònia d'obertura del Life Ball 2013 a Viena. Apareixent com Ali Baba, va interpretar la cançó oficial de la gala, "Love Wins Over Glamour", que va escriure conjuntament amb l'equip de producció Beat4Feet de Viena.
El 23 de juny, va cantar "The Star-Spangled Banner" per obrir en benefici de Broadway Cares/Equity Fights AIDS. Lambert va ser un intèrpret destacat a l'esdeveniment "Dance Party" del 19 d'agost a Riverhead, Long Island, beneficiant "All For The East End" (AFTEE). El 2 de novembre, va ser l'animador musical del Ball de la "Fundació Make-A-Wish" de South Florida. El Ball de 2013, esgotades les entrades, va recaptar un rècord de 2 milions de dòlars.
Lambert apareix al llançament del vídeo de la campanya #IMAGINE d'UNICEF. En col·laboració amb Queen, participa en la campanya [RED] de Coca-Cola per ajudar a acabar amb la transmissió del VIH de mare a fill. El juny de 2015, va actuar al Roundhouse per al Ball de moda "One for the Boys". A principis d'aquell mes, va actuar al concert "Live Aid Uusi Lastensairaala" a Finlàndia. El juliol de 2016, va participar en el senzill benèfic "Hands", un homenatge a les víctimes del tiroteig a la discoteca d'Orlando.
L'agost de 2017, Lambert va fer un mini-set homenatge a George Michael a la gala dels "Angel Awards" del "Project Angel Food", on Michael va rebre el premi humanitari Elizabeth Taylor, en reconeixement de la seva filantropia. Lambert a través de la seva "Feel Something Foundation" va tornar a treballar amb l'organització benèfica el novembre de 2020 per oferir àpats d'Acció de Gràcies mèdicament personalitzats als més vulnerables durant la COVID-19. Va fer un duet a l'octubre amb Cynthia Erivo per al Carousel of Hope Ball virtual 2020 en suport de la Children's Diabetes Foundation. El juliol de 2021, va ajudar a recaptar 1,1 milions de dòlars en fons per al Project Angel Food durant la seva teletó KTLA.

## Defensa i activisme social LGBT

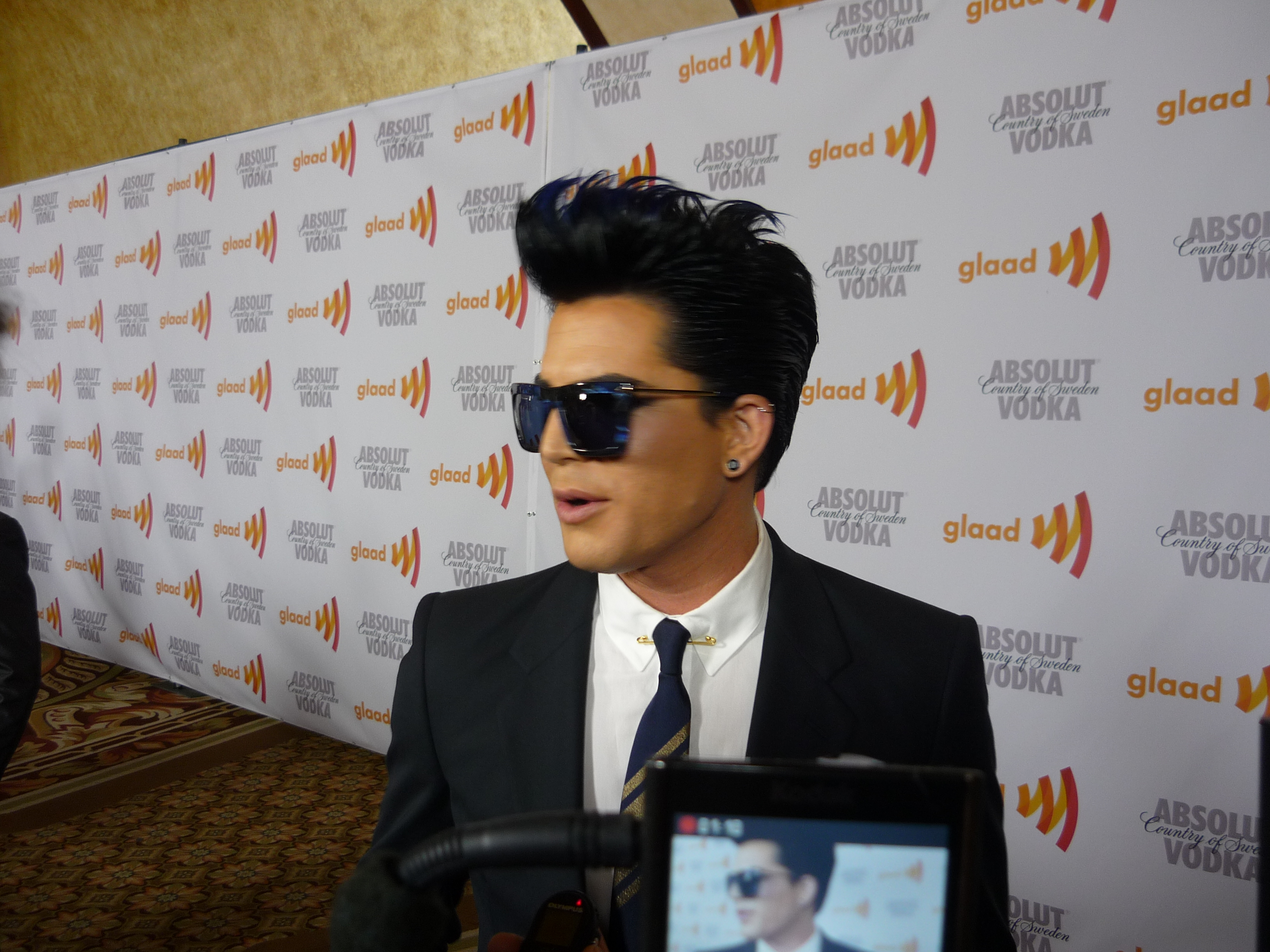
Lambert a la 21a edició dels premis GLAAD Media (2010)

Lambert ha contribuït a la justícia social. Lambert va declarar: "Sento que amb la celebritat, la visibilitat i la fama, hi ha la responsabilitat d'intentar retornar i intentar utilitzar la visibilitat per al bé general. No es tracta de mi. Es tracta d'intentar conscienciar i aconseguir que la gent prengui acció." La seva actuació molt provocativa de l'AMA, amb un petó gai a la televisió en directe, va servir per superar els límits de la societat destacant també un doble estàndard d'ètica en la regulació dels mitjans.
Lambert va rebre el "Premi Equality Idol" de Sam Sparro als Premis d'Igualtat de Los Angeles a Califòrnia l'agost de 2011 per ser un model exemplar per a la comunitat LGBT. Va ser honrat amb la seva mare el mes següent a l'esdeveniment PFLAG National Los Angeles per la seva veu "autèntica".
Lambert va rebre una nominació al GLAAD Media Award com a artista musical destacat el 2010. El mateix any, va prestar la seva veu a un missatge de vídeo d'un minut i mig a YouTube per a la campanya "It Gets Better", un projecte creat pel columnista Dan Savage, en resposta a l'assetjament escolar i una erupció de suïcidis entre els joves LGBT.
El març següent, va llançar una versió remix de Billboard de la seva cançó "Aftermath" de "For Your Entertainment" amb una part dels ingressos destinats a donar suport a "The Trevor Project", l'organització nacional líder que ofereix serveis d'intervenció de crisi i prevenció del suïcidi als joves LGBT. Va recaptar 43.500 dòlars addicionals per a "The Trevor Project" després de col·laborar amb "The Pennyroyal Studio" per fer el seu propi penjoll de la pau. L'octubre de 2011, les donacions en nom de l'exèrcit de fans d'Adam Lambert Glambert per a la Marató de la Festa de la Dansa de l'MTV van recaptar fons per combatre l'assetjament escolar en honor al Mes Nacional de Prevenció del Bullying. Lambert va participar al "Spirit Day" (Dia de l'Esperit), un moviment iniciat l'any 2010 per honrar les vides LGBT perdudes per suïcidi, "posant-se de color morat" en l'impuls per donar suport als joves LGBT en la lluita contra l'assetjament escolar.

Al desembre, va actuar al concert benèfic "Cyndi Lauper & Friends: Home for the Holidays", que va recaptar fons en suport del "True Colors Fund" i el "Forty to None Project" de l'organització, dirigit a l'epidèmia de sensellarisme entre les persones LGBT. joves. El gener de 2012, en una entrevista exclusiva amb la revista musical britànica "Pressparty", Lambert va assenyalar que, malgrat el progrés social als EUA, encara hi havia molt camí per recórrer, especialment en la indústria de la música: 
| « | "Encara tinc ganes que la diversitat de la comunitat LGBT estar més àmpliament representat a la indústria de l'entreteniment. Crec que s'han fet grans avenços en el cinema i la televisió, però encara estem al principi amb la música convencional. Em considero un home post-gay que treballa en una indústria pre-gay." | » |

 Lambert va ser l'intèrpret principal de la desfilada i festival de l'orgull gai de Miami Beach el 14 d'abril de 2013, i també va rebre la clau de la ciutat. Lambert va rebre el prestigiós premi "GLAAD Davidson/Valentini" l'11 de maig a San Francisco. El premi honorífic s'atorga anualment a professionals dels mitjans de comunicació que han marcat una diferència significativa en la promoció de la igualtat de drets a la comunitat LGBT.
El 30 de maig, va ser honorat amb el "Premi Esperança de Los Angeles" com a part del 3r Mes Anual del Patrimoni LGBT de la ciutat. Lambert apareix a la campanya "The New F Word" patrocinada per l'organització de base "Friend Movement", que ha llançat un esforç global dirigit a l'autoempoderament i a conscienciar sobre l'assetjament a través d'imatges positives als mitjans de comunicació i les arts. El 15 de juny, declarat "Dia d'Adam Lambert" per l'Ajuntament, va encapçalar el concert "Pride in the Street" de Pittsburgh.
En honor a la temporada de l'Orgull, Lambert es va associar amb AT&T i The Trevor Project per a la "Campanya Live Proud", amb l'objectiu de potenciar i conscienciar la comunitat LGBTQ. L'objectiu de 50.000 dòlars es va complir i el 3 de juliol es va fer una presentació de xecs a "The Trevor Project" durant l'espectacle final privat impartit per Lambert.
A l'estrena del 15 d'octubre a Los Angeles de la pel·lícula Bridegroom, Lambert va revelar que va donar una cançó a la partitura i es va sentir "humilitat" per estar connectat amb el projecte. El poderós documental sobre la intersecció de l'amor i la política de la igualtat matrimonial va guanyar el Premi del Públic del Festival de Cinema de Tribeca 2013 al Millor Documental.
Lambert va ser un dels intèrprets destacats a la gala "TrevorLIVE" el 8 de desembre al Hollywood Palladium. El febrer de 2014, va actuar per al sopar del 10è premi anual de Los Angeles del "Family Equality Council". El juny de 2014, es va unir amb AT&T per a la seva segona campanya anual "Live Proud", novament en suport del Mes de l'Orgull LGBT i la temporada de l'Orgull.
L'abril de 2015 va rebre el premi "Icona de la música" als premis LGBT britànics de 2015, en homenatge a aquells les accions dels quals ajuden a promoure la igualtat. A l'octubre, va rebre el "Music Award/ International Album" als "Attitude Pride Awards" a Londres.
El juny de 2017, mes de l'Orgull, Lambert va ser un ponent a la marxa de l'Orgull de Los Angeles, lliurant un missatge contra l'odi en totes les seves presentacions sobre drets humans. Unes setmanes abans, va ser coamfitrió del primer "Queer Prom" de "BuzzFeed" per a estudiants de secundària LGBTQ d'arreu dels Estats Units. Va aparèixer a l'homenatge de Billboard al mes de l'Orgull, anomenant la comunitat LGBTQ la seva "veritable inspiració" i "línies de vida". Llançat durant la setmana de l'Orgull, el senzill més nou de Lambert, "Two Fux", és un himne de l'Orgull.
Lambert va actuar a la gala d'honor de la "Point Foundation" l'octubre de 2017 en reconeixement d'aquells que havien tingut un impacte significatiu en la comunitat LGBTQ. "Point Foundation" és l'organització de beques més gran del país per a estudiants LGBTQ de mèrit. Més tard durant el mes, va actuar en nom del llançament de GLAAD al seu "Spirit Day" anual a l'esdeveniment del concert 'Believer' Spirit Day. El maig de 2018, juntament amb Melissa Etheridge, va actuar per obrir els 29è premis anuals dels mitjans de comunicació de la ciutat de Nova York de GLAAD; i més tard durant el mes va organitzar una xerrada per a adolescents al "Mosaic LGBT Youth Center" de Londres. Mosaic és una organització que pretén donar suport, educar i inspirar oferint un espai segur i una varietat de programes per als joves LGBTQ+.
El gener de 2020, Lambert va llançar un grup de defensa LGBTQ+ sense ànim de lucre anomenat "Feel Something Foundation", un nom que comparteix amb el seu primer single de l'àlbum Velvet. La seva missió és donar suport a "les organitzacions LGBTQ+ que estan movent l'agulla per a comunitats de totes les edats i procedències" i afectant àrees importants de la vida LGBTQ. Un altre objectiu específic és "abolir el 'coming out' com a terme que s'utilitza per definir que algú simplement és ell mateix." Durant el bloqueig de la pandèmia de COVID-19, la Fundació en col·laboració amb eBay va llançar dues subhastes benèfiques de roba d'escena de Lambert, amb fons recaptats dirigits a GLAAD per a persones LGBTQ necessitades. La subhasta del juny va donar inici a una sèrie d'esdeveniments per al Pride 2020 en suport dels programes de participació juvenil de GLAAD, inclòs un panell amb els seus ambaixadors del campus d'arreu dels Estats Units.
L'abril de 2020, Lambert havia participat a l'esdeveniment de retransmissió en directe "Together in Pride: You Are Not Alone" de GLAAD, recaptant fons per als centres comunitaris LGBTQ que ofereixen serveis crítics durant la COVID. A principis de juny, va anunciar una important donació de la Fundació al Fons de Llibertat LGBTQ, per ajudar amb la fiança als membres de la comunitat que van ser arrestats durant les protestes pacífiques de "Black Lives Matter". El 28 de juny, la Fundació va organitzar la "Pride Music Business Creatives Roundtable", amb Lambert i artistes convidats especials que van parlar sobre la discriminació a la indústria, les seves pròpies històries de sortida i els passos endavant cap a la igualtat LGBTQ.
Altres actuacions destacades de Pride van incloure "Can't Cancel Pride" per donar suport a múltiples organitzacions LGBTQ+; i "Global Pride", un esdeveniment de transmissió en directe de 24 hores, en el qual també va parlar en nom de "Black Lives Matter" i persones de color de la comunitat. Lambert va aparèixer en un segment de conferències sobre la marca LGBTQ them.'s de Conde Nast "Out Now Live", una celebració virtual de l'orgull per educar, entretenir i recaptar diners per a l'"Ali Forney Center" dirigit als joves LGBTQ sense llar.
Al desembre va tornar a actuar per al concert benèfic anual "Home for the Holidays" de Cyndi Lauper per a "True Colors United", que treballa per combatre el sensellarisme en els joves LGBTQ+. Va organitzar la primera de les dues sessions de "Stonewall Day Unplugged" el 18 de febrer com a part de la celebració del dia de Stonewall de juny que Lambert, a través de la seva "Feel Something Foundation", encapçalarà i cuidarà amb "Pride Live". L'esdeveniment "OUTLOUD: Raising Voices" resultant va comptar només amb una línia "queer for queer" d'artistes LGBTQ. El 4 de març, va participar en un acte de celebració en suport del Centre d'Atenció per Afirmació de Gènere a l'Hospital Rady Children's de San Diego. Lambert, a través de la seva "Feel Something Foundation", es va unir amb la "Soundwaves Art Foundation" a finals de març per crear impressions d'art, el 100% dels beneficis de la venda de les quals beneficiaria "The Trevor Project". Va aparèixer a la telethon "Love in Action del Centre LGBT" de Los Angeles el 14 d'agost de 2021.

## Vida personal
Després de sortir a Internet durant el seu intent per guanyar American Idol, Adam Lambert va confirmar que era gai en una entrevista de portada de Rolling Stone. Va estar en una relació amb el periodista d'entreteniment finlandès i personatge de la televisió de realitat Sauli Koskinen des del novembre de 2010 fins a l'abril de 2013, quan Lambert va anunciar que es van separar de manera amistosa. De març a novembre de 2019, Lambert va mantenir una relació amb el model Javi Costa Polo.
Lambert es va fer el seu primer tatuatge als 27 anys i continua acumulant símbols i obres d'art com a representacions de temes i moments importants de la seva vida. El seu primer tatuatge, un Ull d'Horus, va ser al seu canell, adquirit just abans de l'inici d'American Idol. Des de llavors, ha cobert els braços i el tors amb molts més. Ha estat tatuat pels notables tatuadors Maxime Plescia-Büchi, Daniel Meyer i Roxx.

## Discografia
- For Your Entertainment (album) (2009)
- Trespassing (album) (2012)
- The Original High (2015)
- Velvet (Adam Lambert album) (2020)

## Gires de concert
- American Idols Live! Tour 2009 (2009)
- Glam Nation Tour (2010)
- Queen + Adam Lambert Tour 2012 (2012)
- We Are Glamily Tour (2013)
- Queen + Adam Lambert Tour 2014–2015 (2014–15)
- The Original High Tour (2016)
- Queen + Adam Lambert 2016 Summer Festival Tour (2016)
- Queen + Adam Lambert Tour 2017–2018 (2017–18)
- The Rhapsody Tour with Queen (2019–21)
- The Velvet Tour (2020)[383]
- The Witch Hunt (2022)

## Filmografia
| Any       | Títol                                                       | Rol                                     | Notes                                                             |
| --------- | ----------------------------------------------------------- | --------------------------------------- | ----------------------------------------------------------------- |
| 2006      | The Ten Commandments: The Musical                           | Joshua                                  | Film debut                                                        |
| 2009–2010 | American Idol                                               | Himself (contestant & mentor)           | Temporada 8, 2nd place; Season 9, Episode "Top 9 – Elvis Presley" |
| 2011      | Project Runway                                              | Himself (guest judge)                   | Episode, "Image is Everything"                                    |
| 2011      | Majors & Minors                                             | Himself (mentor)                        | 2 episodes                                                        |
| 2012      | Pretty Little Liars                                         | Himself                                 | Episode, "This Is a Dark Ride"                                    |
| 2012      | VH1 Divas                                                   | Himself (host, performer)               | Live television benefit concert                                   |
| 2013–2014 | Glee                                                        | Elliot "Starchild" Gilbert              | 5 episodes                                                        |
| 2014      | American Idol                                               | Himself (mentor)                        | Temporada 13, "Boot Camp"                                         |
| 2014      | RuPaul's Drag Race                                          | Himself (Guest Judge)                   | Temporada 6, Episode 1: "RuPaul's Big Opening (Part 1)            |
| 2014      | Lennon or McCartney                                         | Himself                                 | Short documentary film; interview clip                            |
| 2015      | American Idol                                               | Himself (guest judge)                   | Temporada 14 Long Island Auditions                                |
| 2016      | The Rocky Horror Picture Show: Let's Do the Time Warp Again | Eddie                                   | TV movie                                                          |
| 2016      | The X Factor                                                | Himself (Judge)                         | Temporada 8                                                       |
| 2018      | RuPaul's Drag Race All Stars                                | Himself (Guest Judge and musical coach) | Temporada 3, Episode 6: "Handmaids to Kitty Girls"                |
| 2018      | Bohemian Rhapsody                                           | Truck Driver                            | Uncredited cameo                                                  |
| 2019      | Playmobil: The Movie                                        | Emperor Maximus (voice)                 |                                                                   |
| 2019      | The Show Must Go On: The Queen + Adam Lambert Story         | Himself                                 | Television documentary                                            |
| 2020      | One World: Together at Home                                 | Himself                                 | Television special                                                |
| 2020      | Together in Pride: You Are Not Alone                        | Himself                                 | Television special                                                |
| 2020      | Moonbase 8                                                  | Billy                                   | 1 episode                                                         |
| 2021      | Ratatouille the Musical                                     | Emile                                   | Streaming Benefit Concert                                         |
| 2021      | We The People                                               | Himself (voice)                         | Episode, "The Bill of Rights"                                     |
| 2021      | A Tale Dark & Grimm                                         | the Devil                               | Animated streaming series                                         |
| 2021      | Clash of the Cover Bands                                    | Judge                                   | Reality TV series                                                 |
| 2022      | Starstruck                                                  | Judge                                   | UK Reality TV singing competition                                 |